# Aqsū Aūdany (distrikt i Kazakstan, Pavlodar)
Aqsū Aūdany är ett distrikt i Kazakstan.   Det ligger i oblystet Pavlodar, i den nordöstra delen av landet, 400 km öster om huvudstaden Astana.